# Sky Bishkek

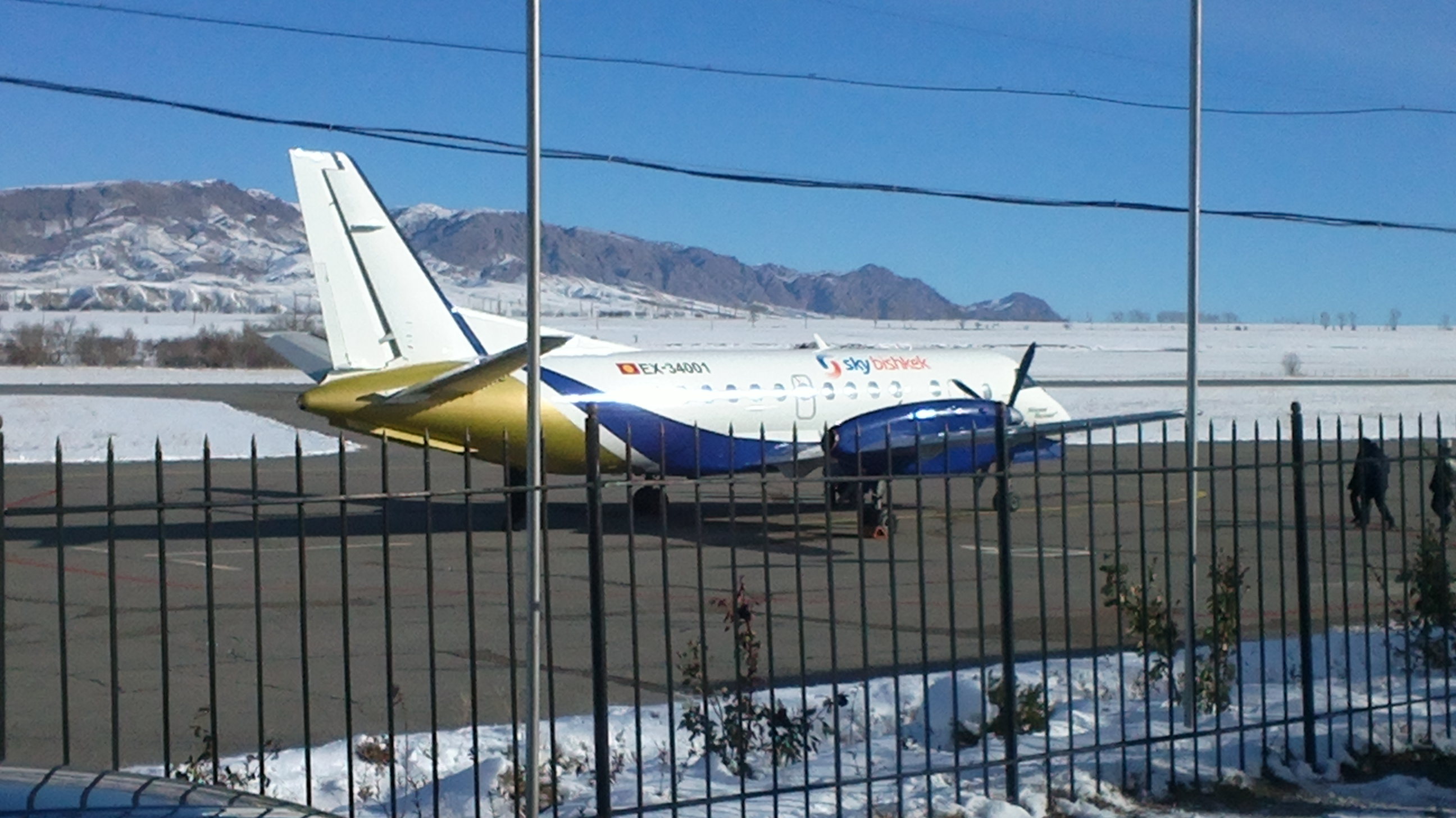

Авіакомпанія «Скай Бішкек» (англ. Sky Bishkek) — авіаперевізник Киргизстану, штаб-квартира в Бішкеку. Базовий аеропорт авіакомпанії — бішкекському аеропорту Манас.

## Історія
Авіакомпанія «Sky Bishkek» була зареєстрована 12 квітня 2012 року.
Авіакомпанія запустила свої рейси 1 грудня 2012 року з міжнародного аеропорту «Манас». Авіакомпанія виконує регулярні рейси по внутрішнім напрямами Киргизстану.
«Скай Бішкек» експлуатує літак Saab 340A.
Рейси на регулярній основі виконуються по напряму в Джалал-Абад, Баткен, Кербен і Зш.